# Felix Villars
Felix Marc Hermann Villars (* 6. Januar 1921 in Biel; † 27. April 2002 in Belmont (Massachusetts)) war ein Schweizer theoretischer Physiker. Er war Professor am Massachusetts Institute of Technology (MIT) und ist vor allem für die Pauli-Villars-Regularisierung der Quantenfeldtheorie mit Wolfgang Pauli bekannt.

## Leben
Villars diente im Zweiten Weltkrieg als Meteorologe bei der Schweizer Armee und machte 1945 seinen Abschluss in Physik und Mathematik an der ETH Zürich. 1946 wurde er bei Gregor Wentzel promoviert (Ein Beitrag zum Deuteronproblem) und war „Haus-Theoretiker“ am Institut von Paul Scherrer. Mit Wolfgang Pauli entwickelte er eine Methode, Divergenzen in der Quantenelektrodynamik zu isolieren (Regularisierung), veröffentlicht 1949. Im selben Jahr ging er mit Pauli an das Institute for Advanced Study in Princeton und danach 1950 an das MIT, an dem er 1959 Professor wurde. Ebenfalls 1959 wurde er in die American Academy of Arts and Sciences gewählt.
Am MIT studierte er geophysikalische Probleme (Streuung von Radiowellen an atmosphärischen Turbulenzen mit Victor Weisskopf und Effekt des Erdmagnetfelds auf die Ionosphäre mit Herman Feshbach) und danach mit mathematischen Problemen der Biologie. Er war wesentlich daran beteiligt, die Harvard-MIT Division of Health Sciences and Technology (eine Kollaboration von MIT und Harvard University) zu gründen.
Er war seit 1949 mit Jacqueline Dubois verheiratet.

## Schriften
- mit Pauli: On the invariant regularization in quantum field theory, Reviews of Modern Physics, Band 21, 1949, 434 (Pauli-Villars-Regularisierung)
- Regularization and non-singular interactions in quantum field theory, in M. Fierz, V. Weisskopf Theoretical physics in the twentieth century. A memorial volume to Wolfgang Pauli, Wiley Interscience 1960, 78–106
- mit George B. Benedek: Physics with Illustrative Examples from Medicine and Biology, Springer Verlag,  3 Bände, 2. Auflage 2000, 2006